# 渡瀬和幸
渡瀬 和幸（わたせ かずゆき、1979年11月6日 -）は、地方競馬の兵庫県競馬組合・園田競馬場碇清次郎厩舎所属の騎手である。地方競馬教養センター長期騎手課程第69期生。愛称は、「尼のペリエ」。兵庫県競馬所属の調教師・渡瀬寛彰は実弟。

## 来歴
1999年3月31日付けで地方競馬騎手免許を取得。同年4月15日第2回園田競馬1日目第3競走アラブ系4歳一般戦ワールドグレースで初騎乗（12頭立て5番人気7着）。同年5月25日第5回園田競馬3日目第1競走アラブ系古馬一般戦をタグチヒリュウで優勝（9頭立て3番人気）し、初勝利。
2002年11月30日第5回阪神競馬1日目第10競走ポインセチア賞（2歳500万下）でヒラカタウィニングに騎乗（11頭立て10番人気9着）のため遠征し、同日第2競走2歳未勝利戦のキタサンミラージュに騎乗し、中央競馬初騎乗（15頭立て11番人気12着）。
2004年地方競馬通算100勝達成。
2007年7月11日第2回姫路競馬5日目第11競走A13歳以上特別戦をイブキオトヒメでレコードタイムで優勝（9頭立て1番人気）し、地方競馬通算200勝達成。
2008年6月28日から10月14日まで釜山慶南競馬場で期間限定騎乗を行うことが発表された。同年7月6日、4戦目で海外初勝利。
そして2018年10月18日、園田競馬第11競走の第11回兵庫若駒賞において、7番人気のテンマダイウェーヴで優勝、重賞33回目の挑戦にして重賞初制覇を果たしている。
地方通算成績は6424戦437勝・2着469回・3着493回・勝率6.8%・連対率14.1%（2018年10月17日現在）
中央競馬2戦0勝

## 主な騎乗馬
- テンマダイウェーヴ（2018年兵庫若駒賞、園田ジュニアカップ）